# سیارک ۱۲۷۷۱
سیارک ۱۲۷۷۱ (به انگلیسی: 12771 Kimshin، نامگذاری:1994GA1) دوازده هزار و هفتصد و هفتادمین سیارک کشف شده‌است که در ۵ آوریل ۱۹۹۴ کشف شد.
قدر مطلق سیارک برابر ۱۹.۵ است.